# Arade
Il fiume Arade (pronuncia portoghese: ɐˈɾaðɨ) è un fiume situato nella regione dell'Algarve, nel Portogallo meridionale. Il corso del fiume attraversa i comuni di Silves, Lagoa e Portimão. La sorgente del fiume si trova a sud-ovest del crinale della Serra do Caldeirão, in una valle chiamata Barranco do Pé do Coelho. Il fiume ha una lunghezza totale di 75,0 km, con la sua sorgente a 481 metri sul livello del mare. La foce del fiume sfocia nell'Oceano Atlantico tra la città di Portimão e la freguesia di Ferragudo, nel Comune di Lagoa.

## Storia
Dall'epoca dei Mori fino al XIX secolo, l'Arade era navigabile fino a Silves, a circa 12 chilometri, dove esisteva un importante porto, soprattutto per il commercio del sughero. Oggi solo piccole imbarcazioni possono spingersi così lontano.